# Африкановка
Африкановка (укр. Африканівка), село,
Гавриловский сельский совет,
Изюмский район,
Харьковская область.
Код КОАТУУ — 6320481502. Население по переписи 2001 г. составляет 814 (389/425 м/ж) человека.

## Географическое положение
Село Африкановка находится в 3-х км от села Гавриловка
и в 1-м км от села Червоная Заря.
В 2-х км на севере протекает река Сухой Торец (укр. Сухий Торець).

## История
- На месте села Африкановка ранее был украинско-немецкий хутор Швейкерт[источник не указан 16 дней] (нем. Schweikert), (также Швайкерт), основан в 1890 г., имел начальную и среднюю школы (1926). Население: 40 (1918), 149 (1926)[1].

## Известные люди
- Губина, Мария Михайловна (1927—1999) — передовик советского сельского хозяйства, Герой Социалистического Труда. Работала и похоронена в Африкановке[2].

## Экономика
- ООО «Африкановское».

## Культура
- Школа
- Детский сад
- Клуб
- Дом культуры

## Достопримечательности
- Памятный знак воинам-односельчанам, 1941-1945 гг.